# Sontheim (Ehingen)
Sontheim ist ein Ortsteil der Stadt Ehingen im Alb-Donau-Kreis in Baden-Württemberg. 
Der Weiler liegt circa vier Kilometer südlich von Ehingen. Durch den Ort führt die Bundesstraße 465.

## Geschichte
Sontheim wird 1262 erstmals urkundlich erwähnt. Im Ort war eine ursprünglich gräflich-bergische Ministerialen-, später österreichische Beamtenfamilie ansässig, die sich nach Weisel, Halden und Sontheim benannte (1254 bis um 1450).   
Sontheim wurde 1973 als Ortsteil von Kirchbierlingen zu Ehingen eingemeindet.